# Neomerinthe
Neomerinthe es un género de pez marino.

## Especies
| - Neomerinthe amplisquamiceps - Neomerinthe bathyperimensis - Neomerinthe bauchotae - Neomerinthe beanorum - Neomerinthe folgori - Neomerinthe hemingwayi | - Neomerinthe megalepis - Neomerinthe pallidimacula - Neomerinthe procurva - Neomerinthe rotunda - Neomerinthe rufescens |